# UFC Fight Night: Walker vs. Zhang
UFC Fight Night: Walker vs. Zhang (também conhecido como UFC Fight Night 257 e UFC on ESPN+ 115) é um futuro evento de artes marciais mistas produzido pelo Ultimate Fighting Championship que está programado para acontecer em 23 de agosto de 2025, no Shanghai Indoor Stadium em Xangai, China.

## Contexto
O evento marcará a segunda visita da promoção a Xangai e a primeira desde o UFC Fight Night: Bisping vs. Gastelum em novembro de 2017. Será também a primeira vez desde a pandemia de COVID-19 que o UFC retorna à China Continental. A promoção originalmente esperava fazer seu retorno ao local no UFC Fight Night: Song vs. Gutiérrez em dezembro de 2023, antes de mover o evento para Las Vegas por razões não divulgadas.
Uma luta no peso-meio-pesado entre Johnny Walker e Zhang Mingyang está agendada para ser a luta principal deste evento.
Esperava-se que Shi Ming e Bruna Brasil se enfrentassem em uma luta no peso-palha feminino no evento. No entanto, o confronto foi retirado para servir como a luta principal do evento das semifinais da Road to UFC Season 4 um dia antes.

## Lutas anunciadas
- Peso Leve: Austin Hubbard vs. Rong Zhu[8]
- Peo Galo: Xiao Long vs. You Su-young[8]
- Peso Leve: Hayisaer Maheshate vs. Gauge Young[8]